# WTA Bangalore
Das WTA Bangalore (offiziell: Canara Bank Bangalore Open) war ein Damen-Tennisturnier der WTA Tour, das als Nachfolger des Turniers von Hyderabad in der indischen Stadt Bangalore ausgetragen wurde. 

## Siegerliste

### Einzel
| Jahr                    | Siegerin            | Finalgegnerin   | Ergebnis       |
| ----------------------- | ------------------- | --------------- | -------------- |
| ↓ Kategorie: Tier III ↓ |                     |                 |                |
| 2006                    | Mara Santangelo     | Jelena Kostanić | 3:6, 7:65, 6:3 |
| 2007                    | Jaroslawa Schwedowa | Mara Santangelo | 6:4, 6:4       |
| ↓ Kategorie: Tier II ↓  |                     |                 |                |
| 2008                    | Serena Williams     | Patty Schnyder  | 7:5, 6:3       |

### Doppel
| Jahr                    | Siegerinnen                    | Finalgegnerinnen                     | Ergebnis          |
| ----------------------- | ------------------------------ | ------------------------------------ | ----------------- |
| ↓ Kategorie: Tier III ↓ |                                |                                      |                   |
| 2006                    | Liezel Huber Sania Mirza       | Anastassija Rodionowa Jelena Wesnina | 6:3, 6:3          |
| 2007                    | Chan Yung-jan Chuang Chia-jung | Hsieh Su-wei Alla Kudrjawzewa        | 6:74, 6:2, [11:9] |
| ↓ Kategorie: Tier II ↓  |                                |                                      |                   |
| 2008                    | Peng Shuai Sun Tiantian        | Chan Yung-jan Chuang Chia-jung       | 6:4, 5:7, [10:8]  |